# Greenland (2020)
Greenland is een Amerikaanse rampenfilm uit 2020 geregisseerd door Ric Roman Waugh met Gerard Butler en Morena Baccarin in de hoofdrollen.

## Verhaal
John en Allison proberen hun huwelijk te redden terwijl het nieuws bericht binnenkomt over een net ontdekte komeet die de Aarde rakelings zal passeren. Later wordt bericht dat kleinere delen toch zullen inslaan en krijgen ze bericht dat ze geselecteerd zijn voor evacuatie. Op luchtmachtbasis Robins raken ze echter gescheiden als John de insuline van hun zoontje gaat halen.
Door de diabetes van hun zoontje Nathan wordt Allison echter weggestuurd. John hoort van een andere passagier dat zieken niet meekunnen en verlaat het vliegtuig. Hij krijgt een lift van een groep mannen die naar Canada gaan. Daar zouden privévliegtuigen naar Groenland vliegen waar zich de grote schuilkelders voor de geevacueerden bevinden. Het loopt echter fout als een van de mannen zijn evacuatiepolsbandje ziet en opeist. Er ontstaat een gevecht waarbij het voertuig crasht en John één van de mannen dood met de slag van een klauwhamer. Vervolgens breekt John een huis binnen en steelt er een auto, eenmaal op pad krijgt hij eindelijk Allisons bericht binnen dat ze naar haar vader gaan.
Allison kreeg intussen ook een lift maar als het koppel hoort dat ze geselecteerd waren gooien ze haar uit de auto en pikken haar bandje in de hoop haar zoontje te gebruiken om met een vliegtuig mee te kunnen. Dat mislukt echter omdat Nathan bij aankomst een militair aangeeft dat het koppel zijn ouders helemaal niet zijn.
Allison heeft ondertussen een lift kunnen krijgen en eenmaal bij het checkpoint geeft ze aan dat haar zoontje is ontvoerd, ze wordt geholpen door een medewerker die met haar helpt zoeken om Nathan te vinden, ze vindt hem uiteindelijk terug in één van de veldhospitaals.
De arts geeft aan dat ze haar zoontje al gecheckt heeft en hem de nodige medicijnen heeft gegeven en dat ze met Nathan naar een gezinstent kan, maar Allisons geeft aan dat ze haar man kwijtgeraakt is en liever naar haar vader gaat, de arts geeft aan dat ze  voor een week medicijnen mee kan geven en ze met een legerbus tot vlak bij haar vaders huis gebracht kan worden. 
John is daar inmiddels al aangekomen en nadat Allison een telefooncel heeft gevonden belt ze naar haar vader, die aangeeft dat ze haar op komen pikken.
Intussentijd is wordt bericht dat de komeet zelf in de buurt van West-Europa zal inslaan en een massa-extinctie zal veroorzaken. Ze hebben nog net genoeg tijd om in Canada een vliegtuig te halen om in Groenland te komen. Vlak bij hun bestemming slaat een brokstuk van de komeet in en door de schokgolf crasht het vliegtuig. De passagiers gaan te voet verder en worden door een legervrachtwagen opgepikt. De komeet scheert boven hun langs als ze de schuilkelder binnengaan en de deuren sluiten.
Negen maanden later is de as gaan liggen en wordt contact gemaakt met bunkers in andere werelddelen terwijl de deuren weer opengaan. John en Allison gaan naar buiten in een totaal verwoeste wereld terwijl ze een vogel voorbij zien vliegen

## Rolverdeling
- Gerard Butler als John Garrity, de protagonist
- Morena Baccarin als Allison Garrity, Johns vrouw
- Roger Dale Floyd als Nathan Garrity, John en Allisons zoontje
- Scott Glenn als Dale, Allisons vader
- Hope Davis als Judy Vento, de vrouw die Allison en Nathan een lift geeft
- David Denman als Ralph Vento, Judy's man
- Merrin Dungey als majoor Breen
- Gary Weeks als Ed Pruitt, de buurman

## Uitgave en ontvangst
Het beeldmateriaal voor Greenland werd in de zomer van 2019 opgenomen; vooral in Atlanta waar de personages woonachtig zijn.
Oorspronkelijk zou de film op 12 juni 2020 uitgebracht worden maar vanwege de coronapandemie werd dit telkermale uitgesteld. Uiteindelijk verscheen hij eerst in de Belgische zalen op 29 juli 2020. In augustus en september dat jaar verscheen hij in veel Europese landen in de filmzalen. In de Verenigde Staten kwam hij pas in december uit via video on demand.
In totaal haalde Greenland zowat 50 miljoen euro op aan de bioscoopkassa's en nog eens 30 miljoen van de video on demand.
De kritieken op de film waren goed met scores van 6,4 op 10 bij IMDb, 78 procent bij Rotten Tomatoes en 64 procent bij Metacritic.